# Hans Otto Kneser
Hans Otto Kneser (* 1. Juli 1901 in Berlin; † 30. März 1985) war ein deutscher Physiker.
Hans Otto Kneser stammte aus einer angesehenen Gelehrtenfamilie, die eine Reihe Mathematiker hervorbrachte, sein Vater war Adolf Kneser. Er besuchte ein Humanistisches Gymnasium in Berlin und legte dort 1919 das Abitur ab. Danach studierte er Physik in Breslau und München. 1926 erfolgte seine Promotion bei Jonathan Zenneck. Als Assistent wechselte Kneser an die Universität Marburg, wo er 1931 bei Eduard Grüneisen habilitierte. 1932 war er als Rockefeller-Stipendiat an der University of California, Berkeley.
Im November 1933 unterzeichnete Kneser das Bekenntnis der Professoren an den deutschen Universitäten und Hochschulen zu Adolf Hitler. 1933 trat er in die SA ein, am 9. Juni 1937 beantragte er die Aufnahme in die NSDAP und wurde rückwirkend zum 1. Mai desselben Jahres aufgenommen (Mitgliedsnummer 4.627.456). 1938 schloss er sich noch dem NS-Dozentenbund an. 1938 wurde er außerordentlicher Professor in Marburg. 1940 wurde er kurzzeitig eingezogen. Von 1940 bis 1945 wirkte er als außerordentlicher Professor an der Universität Berlin.
Von der jungen Physikerin Ursula Maria Martius, die 1942 die Universität als Jüdin hatte verlassen müssen, wurde er im November 1947 öffentlich wegen seines Verhaltens in der NS-Zeit angegriffen. Der Präsident der Deutschen Physikalischen Gesellschaft, Max von Laue, hielt aber zu ihm. Er arbeitete bei der Physikalisch-Technischen Anstalt, die von Berlin nach Braunschweig wechselte, hatte Lehraufträge in Göttingen sowie an der TH Hannover und erhielt 1950 eine ao. Professur an der Universität Tübingen. 1952 wurde er als Ordinarius für Experimentalphysik als Nachfolger von Erich Regener an die TH Stuttgart berufen. 1969 wurde er emeritiert.
Kneser war Experte für die Schalldispersion in Gasen und zu akustischen und kernmagnetischen Relaxationserscheinungen. Er verfasste ein Kapitel über Schallabsorption und -dispersion in Gasen im 1960 erschienenen Bd. XI des Handbuchs der Physik. Kneser bearbeitete nach Christian Gerthsen und vor Helmut Vogel das im deutschsprachigen Bereich weitverbreitete Physik-Lehrbuch Gerthsen Physik („Gerthsen-Kneser“).